# Sarcodum scandens
Sarcodum scandens är en ärtväxtart som beskrevs av João de Loureiro. Sarcodum scandens ingår i släktet Sarcodum och familjen ärtväxter. Inga underarter finns listade i Catalogue of Life.